# 麥德森輕機槍
麥德森輕機槍是一款由丹麥朱利葉斯·A·拉斯穆森（Julius A. Rasmussen）和延斯·特奧多·斯考博（Jens Theodor Schouboe）所設計、時任丹麥戰爭部陸軍大臣赫尔曼·麦德森協助擬議採用，並於1902年獲丹麥軍隊正式採用的轻机枪。這也是全世界上第一種大量生產的真正實用化的輕機槍。正因如此，麥德森得以將其製成12種不同的口徑並且銷售至全世界超過34個不同的國家，在歷史當中被發現它在超過100年之間參與了大量的戰鬥。麥德森輕機槍是由麥德森製造廠公司（Compagnie Madsen A/S，其後先後改稱為丹麥步槍綜合製造廠（Dansk Rekyl Riffel Syndikat A/S）和丹麥工業綜合製造廠（Dansk Industri Syndikat A/S））所生產。

## 設計細節

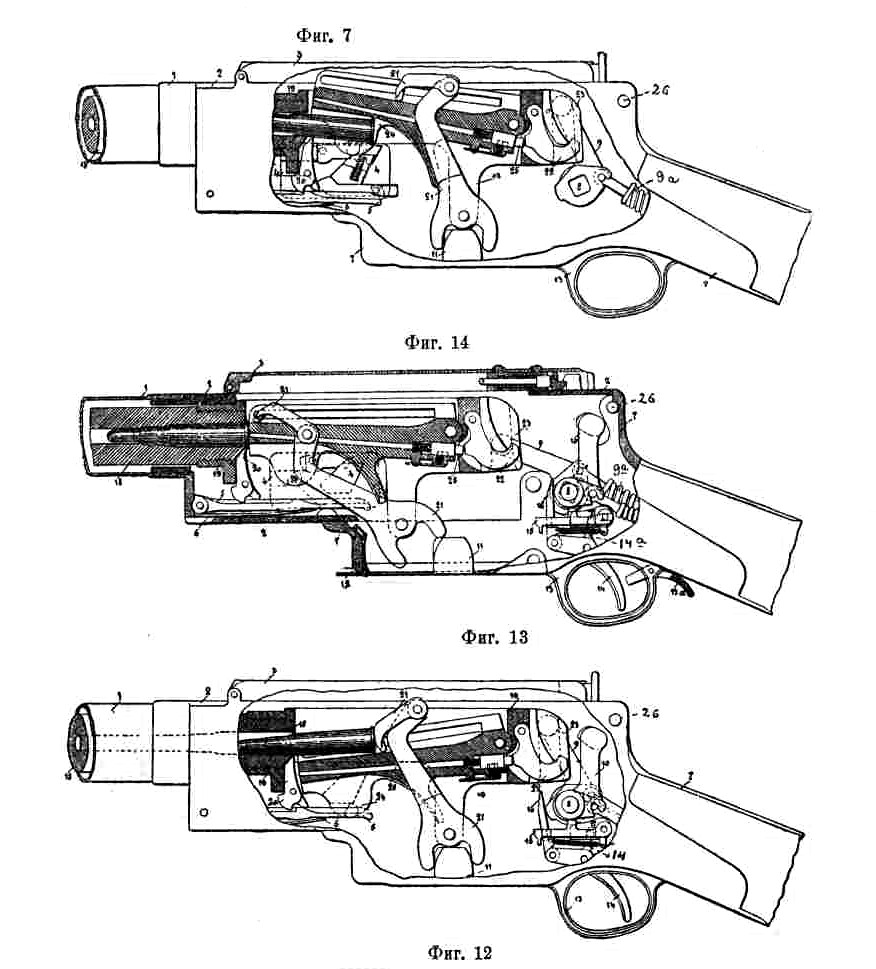
馬德森輕機槍的操作循環

麥德森輕機槍的設計前身為1880年代設計的丹麥M1888自動裝填步槍（Forsøgsrekylgevær M1888）。1883年，時任丹麥砲兵軍官的赫尔曼·麦德森上尉和在丹麥兵工廠的武器技術人員魯斯特梅斯特·拉斯穆森（Rustmester Rasmussen），正開始著手研製一枝反沖式半自動步槍；麥德森制定其研發理念和拉斯穆森製作實際的武器。該步槍使用不可拆卸的彈夾條，利用重力向槍機供彈；當該槍無需使用時，可以向下折疊彈夾條以覆蓋開口。該步槍使用8×58RD子彈，首先使用黑火藥，然後修改為更高膛壓的無煙火藥版本。但是該設計並不成功。1896年，設計獲改進為一枝閉鎖式步槍，但仍採用重力供彈式彈匣。這個版本只見生產了一小批的50—60枝步槍，但正因數量稀少，它們只發配給丹麥海軍的沿海防衛工事的部隊使用。
其後投資者形成了一間公司，名為丹麥步槍製造廠（Dansk Rekyl Syndikat；DRS）；1898年，該公司進行步槍的商業化，並以購自麥德森和拉斯姆森的專利權換取將來的生產專利費。這個時候，麥德森已經離開該項目，並成為丹麥國防大臣。1899年，延斯·特奧多·斯考博中將成為丹麥步槍製造廠的經理，以及一些以他的名字命名的後續專利。因此，麥德森步槍有時稱為斯考博步槍。1901年，他為麥德森機槍的設計申請了專利。原麥德森機槍使用黑火藥子彈，會迅速導致槍機卡彈。但是，當試圖將設計改為發射6.5毫米無煙火藥彈，效果就變得不錯。
麥德森輕機槍具有一個相當複雜而獨特的操作循環。該挺機槍使用混合了後座作用的閉鎖系統，加上以皮博馬提尼（Peabody Martini）後膛閉膛塊系統作為槓桿式槍機方面的圖形化所形成的鉸鏈式槍機原理以完成閉鎖。後座作用操作分為短一節部份和長行程後座一節部份。每當發射一發子彈以後，最初的後座脈衝驅動槍管、槍管延伸部以及槍機向後運動。槍機右側的一根插銷在向後運動時會進入安裝在機匣右側的操作凸輪板以上的凸輪槽以內。經過12.7毫米（0.5英吋）的行程以後，槍機被凸輪推向上，從後膛脫離（後座系統的“短”一節）。槍管和槍管延伸部繼續向後移動到一個比彈殼和子彈相加起來的總長度還多些的點（後座系統的“長”一節，負責降低武器的射擊速率）。
露出的後膛以後，安裝在槍管以下的奇數槓桿式抽殼鈎／拋殼頂桿樞轉到後部，抽出空彈殼並且通過機匣底部的拋殼口將它排出。然後槍機上的操作凸輪會將槍機面強制向下樞轉，將槍機左側供彈槽與膛室對準。當槍機與槍管會向前復位的時候，安裝在槍管延伸部上的一根強制推動子彈槓桿會樞軸向前，裝填下一發子彈。麥德森輕機槍這樣獨特的操作機構可以在設計時把機匣做得較短，連帶地機槍的重量也可以比同時期的機槍。

## 操作使用

### 二十世紀初與第一次世界大戰
儘管在當時被認為是生產成本昂貴的武器，但亦受惠於其可靠性，麥德森輕機槍得到了相當高度的評價。第一次世界大战前後，有34個國家購入了該機槍，並製成了十多個不同的口徑。
俄羅斯帝國陸軍為騎兵部隊購入了1,250挺麥德森輕機槍，並在日俄战爭期間給它們發配了該機槍。俄羅斯帝國空軍將麥德森輕機槍用於裝備其莫拉納索尼埃G型和莫拉納索尼埃L型大號單翼機，將機槍安裝在螺旋槳以上並可通過螺旋槳進行射擊。1914年，德意志帝國陸軍為其步兵連、山地部隊與後來的突擊隊隊員發配了其7.92毫米口徑的馬德森輕機槍。
而中國早在清末1908年開始，廣州、開封等地的兵工廠就開始仿造此槍。根據1909年兩廣總督張人駿致於陸軍部的電報中寫到，麥德森輕機槍每個月大約能生產兩挺，皆為手工仿製。而在當時，麥德森輕機槍則又是被稱為「輕機快砲」，裝備於軍隊，不過數量並不多。

### 戰間期

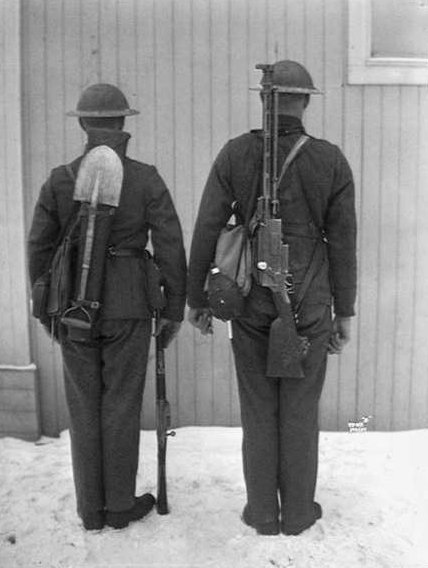
1928年的挪威士兵，其中一位帶著一挺馬德森輕機槍。

一戰剛結束以後，當時位於俄羅斯、裝備了麥德森輕機槍的捷克斯洛伐克军团戰鬥部隊，在西伯利亞抗擊布尔什维克。麥德森輕機槍也被發現在中國軍閥時期服役。
1920年代至30年代初期，巴拉圭購入了麥德森輕機槍用作該國靜悄悄的準備，與玻利維亞的戰爭轉移到格兰查科地區的共同要求，並曾在1932年至1935年之間的大厦谷战争中被巴拉圭軍隊使用。戰爭開始時，巴拉圭手中有近400挺麥德森輕機槍；而隨著戰情的發展，巴拉圭再購入了更多該機槍。其後玻利維亞也在衝突中發配了同巴拉圭口徑（即7.65×53毫米毛瑟子彈）的麥德森輕機槍。
格兰查科戰爭期間，阿根廷陸軍部隊使用麥德森輕機槍，執行在巴拉圭和玻利維亞邊境的保護中立立場的作戰行動；並曾至少在1933年，一次對掠奪了一個農場並殺死中的一些居民、由逃兵指揮的馬卡部落成員交戰的過程之中使用。1930年代後期，巴西從意大利收購了大約23輛CV-35小戰車；而7毫米口徑的麥德森輕機槍裝備在大部分該載具上，每輛裝上兩挺。
6.5毫米口徑的麥德森輕機槍是荷兰皇家东印度陆军（KNIL）在兩次世界大戰之間的標準裝備。日後的荷蘭東印度群島失陷以後，大日本帝國陸軍繳獲了一些該機槍並加以使用。

### 第二次世界大戰
1940年4月至6月之間的挪威戰役之中，挪威陸軍仍在以麥德森輕機槍用作其制式輕機槍，3,500挺M/22 6.5×55毫米“克勞格”瑞典子彈口徑輕機槍被認為是適合於挪威防守時使用。到了1940年，每個挪威步兵班都有一挺麥德森輕機槍以前，挪威軍隊曾經將麥德森輕機槍都發配到其獨立的機槍班之中。每個挪威步兵營除了9挺M/29重機槍以外，還有36挺麥德森輕機槍用作標準裝備的補充。然而，許多挪威士兵不太喜好於使用麥德森輕機槍，因為在這個口徑的該機槍有著只發射數發以後就會發生卡彈故障的缺失，導致它“贏得”了“處女麥德森”（挪威語：Jomfru Madsen）的綽號。以後整埸戰爭期間，德國將繳獲而來麥德森輕機槍用作二線單位武器，而丹麥直到1942年以前亦為德國軍隊繼續生產麥德森輕機槍，並將其改為8×54毫米約根森口徑；而直到1955年以前，丹麥軍隊也未將他們最後的麥德森輕機槍除役。

### 二戰以後
愛爾蘭曾裝備共24挺（都是.303英式口徑）的麥德森輕機槍。他們都裝備於愛爾蘭軍隊的Landsverk L60輕型坦克、利蘭裝甲車、Landsverk L180裝甲車和道奇裝甲車上。1950年代，M1919 .30白朗寧機槍取代了當時仍在愛爾蘭服役的麥德森輕機槍。

#### 葡萄牙殖民戰爭
1960年代至1970年代的葡萄牙殖民地戰爭中，葡萄牙軍隊使用麥德森輕機槍鎮壓殖民地發起的非殖民地化浪潮。麥德森輕機槍充當Auto-Metralhadora-Daimler 4 × 4 Mod.F/64裝甲車（修改戴姆勒澳洲野狗裝甲車，增加了一個旋轉砲台）的臨時武裝。

#### 巴西警方
巴西里約熱內盧州軍警直到21世紀仍有使用麥德森輕機槍。儘管一些巴西麥德森輕機槍是從毒販繳獲而來，並且強制編入服役（舊式武器主要是來自阿根廷陸軍，以及一些從博物館盜取），大部分巴西警察的麥德森輕機槍都來自巴西陸軍；這些輕機槍原來是.30-06口徑武器，但都修改口徑以適應7.62×51毫米北约口徑步槍子彈。官方消息來源指出，巴西軍隊是在1996年將麥德森機槍退役。據報導，最後的麥德森輕機槍終於在2008年4月退役，而警方將會過渡到更現代化、射速更快的槍械。然而，2009年10月19日，巴西警察與毒販駁火期間所拍攝的照片中，清晰地顯示巴西警察仍然使用麥德森輕機槍。

## 使用國
- 阿根廷
- 玻利维亚[3]
- 巴西[19]
- 保加利亚[20]
- 捷克斯洛伐克[6]
  - 捷克斯洛伐克军团
- 智利
- 大清
- 中華民國
- 丹麦
- 薩爾瓦多[2]
- 爱沙尼亚
- 芬兰[21]
- 法國[20]
- 德國
- 德意志國
- 匈牙利[22]
- 愛爾蘭[1]
- 義大利[20]
- 日本
- 立陶宛[20]
- 挪威[10]
  - 挪威陸軍
- 荷蘭
- 巴拉圭[19]
- 葡萄牙[13]
- 俄罗斯[5]
  - 俄羅斯帝國空軍
- 苏联
- 瑞典
- 泰國
- 乌克兰：在俄羅斯入侵烏克蘭期間有烏克蘭軍士兵使用。
- 南斯拉夫王國[20]

## 流行文化

### 電子遊戲
- 2016年—《战地1》：游戏中命名为“麥德森機槍”，为支援兵专属武器。
  - 有意思的是，在两年后发售的《战地5》中，其弹匣弯曲程度比《战地1》要大不少。
- 2018年—《战地5》
- 2021年—《應徵入伍》

## 資料來源
1. 1 2 3  Karl Martin, Irish Army Vehicles, Transport & Armour Since 1922, Karl Martin 2002.
2. 1 2 3  Kokalis, Peter. Weapons Tests and Evaluations: The Best of Soldier Of Fortune. Paladin Press. 2001. pp. 15–16.
3. 1 2 3  de Quesada, Alejandro. . 牛津: 魚鷹出版. 2011: 24. ISBN 978-1-84908-416-1.
4. ↑  deactivated-guns.co.uk: Madsen machine gun （页面存档备份，存于）
5. 1 2  Kulikov, Victor. . 牛津: 魚鷹出版. 2013: 13, 82. ISBN 978-1-78096-060-9.
6. 1 2  Bullock, David. . 牛津: 魚鷹出版. 2009: 22 [First published 2007]. ISBN 978-1-84603-236-3.
7. ↑  .   [11 November 2014]. （原始内容存档于2012-02-11）.
8. ↑  Golpe, Néstor (1970). Calvario y muerte: revisión histórica militar; narraciones fortineras, 1917-1938[永久]. Artes Gráficas "Armada Argentina", pp. 186-190 （西班牙文）
9. ↑  Kirk Jr., William A. . Tanks! Armoured Warfare Prior to 1946. Florida State University. 2003-03-12  [2009-06-21]. （原始内容存档于2009-02-27）.
10. 1 2  Holm, Terje H. . Oslo: Norwegian Armed Forces Museum. 1987: 26. ISBN 82-991167-2-4 （挪威语）.
11. ↑  View from the trenches ASL journal Issue 31 May-Jun 2000 （页面存档备份，存于）
12. ↑  Jaklin, Asbjørn. . Oslo: Gyldendal. 2006: 32. ISBN 978-82-05-34537-9 （挪威语）.
13. 1 2  Abbott, Peter. . 牛津: 魚鷹出版. 2005: 7. ISBN 978-0-85045-843-5.
14. ↑  .   [11 November 2014]. （原始内容存档于2016-03-03）.
15. ↑  News article about Argentine guns found with drug dealers[] （葡萄牙文）
16. ↑  Brazilian Air Force news about Madsen guns （页面存档备份，存于） （葡萄牙文）
17. ↑  .   [2015-10-30]. （原始内容存档于2015-10-22）.
18. ↑  . WSJ. 20 October 2009  [11 November 2014]. （原始内容存档于2012-11-11）.
19. 1 2  Gander, Terry J.; Hogg, Ian V. Jane's Infantry Weapons 1995/1996. Jane's Information Group; 21 edition (May 1995). ISBN 978-0-7106-1241-0.
20. 1 2 3 4 5  Willbanks H, James (2004). Weapons and warfare - an illustrated history of their impact. ISBN 1-85109-480-6
21. ↑  .   [11 November 2014]. （原始内容存档于2017-06-10）.
22. ↑  Lugosi, József. . Lugosi, József; Markó, György  (编). . Budapest: Zrínyi Kiadó. 2008: 382. ISBN 978-963-327-461-3.

## 延伸閱讀
- （俄文）—Семён Федосеев, "Российская карьера ружья-пулемёта «Мадсен»", Мастерружьё, 2010 issue 2 pp. 48–57, issue 3 pp. 58–64, and issue 6 pp. 42–51 (No. 155（页面存档备份，存于）, 156（页面存档备份，存于） & 159（页面存档备份，存于）). HTML version of the article: part 1（页面存档备份，存于）, part 2（页面存档备份，存于）, part 3（页面存档备份，存于）

## 外部連結
- （英文）—Deactivated Guns on the Madsen（页面存档备份，存于）, retrieved Apr 20, 2007
- （英文）—Madsen Light Machine Gun（页面存档备份，存于）, retrieved Apr 20, 2007
- （英文）—Firstworldwar.com: Madsen gun（页面存档备份，存于）
- （英文）—Forgotten Weapons - Madsen Semiauto LMG（页面存档备份，存于）
- （英文）—Modern firearms—Madsen light machine gun（页面存档备份，存于）
- （英文）—The Firearm Blog.com—
  - 1882 Madsen machine gun finally retired（页面存档备份，存于）
  - Interesting Photos from the Rio（页面存档备份，存于）
  - Madsen Machine Gun in Action（页面存档备份，存于）
- （英文）—Guns & Ammo—Machine Guns
- （简体中文）—D Boy Gun World（槍炮世界）—麦德森机枪（页面存档备份，存于）